# Ланкеринг, Адольф
Адольф Ланкеринг (9 января 1851 — 4 февраля 1937) — двадцать третий мэр города Хобокен в штате Нью-Джерси, занимавший данный пост с 1902 года по 1906 года. После, начиная с 1916 года, был почтмейстером.

## Биография
Он родился в январе 1850 года в городе Ферден в Германии в семье Генриха Ланкеринга и Матильды Германн. В 1869 году он поступил в немецкую армию, а в 1871 году его повысили до звания армейского пэймастера.
В 1875 году он мигрировал в американский город Чикаго в штате Иллинойс, где начал работать в небольшой компании по производству сигар Sandhagen & Co. Позже, вместе с женой и двумя братьями он переехал в город Хобокен и основал свою компанию по производству сигар.
Начиная с 1900 года он был полицейским комиссаром, а уже через два года его избрали мэром города.
Адольф Ланкеринг умер в 1937 году в больнице города Джерси-Сити.